# Садат аль-Баадж
Садат аль-Баадж (араб. السادة البعاج‎) и Садат аль-Бухари аль-Баадж (араб. السادة البخاري البعاج‎) или Садат аль-Бухари (араб. السادة البخاري‎) — это название рода сеид семей из стран Ближнего Востока, Средней Азии, Индии и Пакистана, которые носят титулы: «аль-Баадж», «аль-Наки», «аль-Аскари», «аль-Бухари», «аль-Ризави», «аль-Мусави». Их родословная линия восходит к Мухаммаду аль-Аскари ибн имам Али аль-Хади, потомка пророка Мухаммада (с.а.в.).

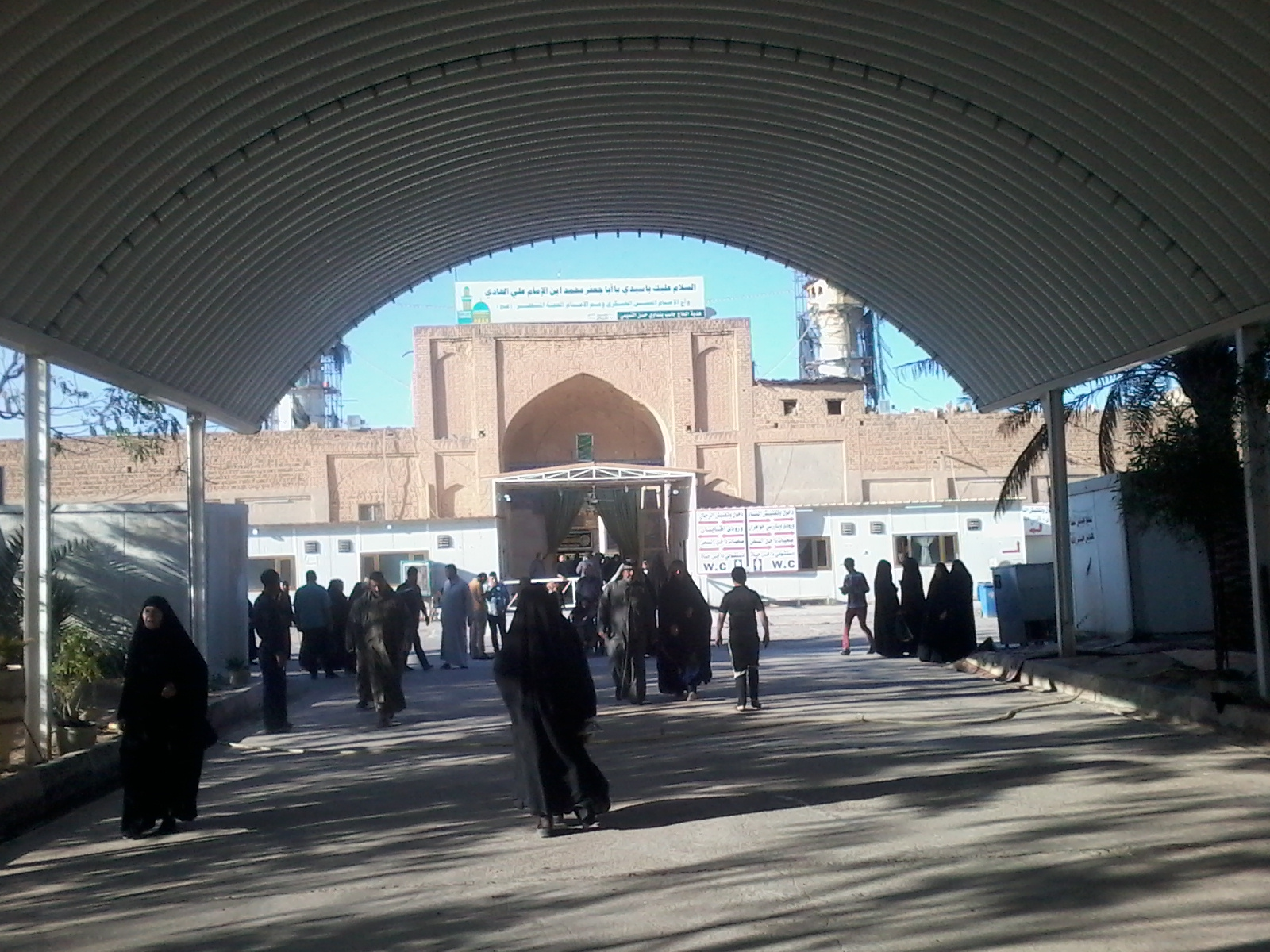
مرقد السيد سبع الدجيل

## Родословное древошежиренасаб
Существуют разные мнения о количестве сыновей имама Саййида Мухаммада аль-Аскари аль-Баадж Сабаъ ал-дуджайля. Заявление о шести или более сыновьях было сделано ученым по генеалогии ан-Наджафи, составителем книги «Бахр аль-Ансаб», и Дамином ибн Шадгумом, автором книги «Тухфат аль-Азхар», которые перечисляют:
- 1. Мухаммад (САВ).
- 2. Биби Фатима Захра и Имам Али ибн Абу Талиб.
- 3. Имам Хусейн.
- 4. Имам Зейн аль-Абидин.
- 5. Имам Мухаммад аль-Бакир.
- 6. Имам Джафар ас-Садык.
- 7. Имам Муса аль-Казим.
- 8. Имам Али Муса ар-Рида.
- 9. Имам Мухаммад ат-Таки.
- 10. Имам Али ат-Таки аль-Хади аль-Аскари.
- 11. Саййид имам Мухаммад аль-Аскари по прозвищу Ал-Баадж
- 12. Дети: 1) Саййид Джафар. 2) Саййид Али. 3) Саййид Хусейн. 4) Саййид Ахмад. 5) Саййид Абу Талиб Мухаммад. 6) Саййид Искандар[4]

Эти имена упоминаются во многих книгах по генеалогии (аль-Ансаб) таких ученых как ан-Наджафи «Бахр аль-Ансаб», Ибн Шадгум «Тухфат аль-Азхар», Харз ад-дин «Маркат аль-Маариф», Бадави Сабаъ аль-Джазира «Сабаъ аль-Дуджейл» и др. Эти дети Саййида Мухаммада аль-Аскари ибн имам Али аль-Хади считаются предками многих сеййид семей из стран Ближнего Востока, Ирак, Иран, Индии, Пакистана, Средней Азии и других.

## ПотомкиСадат
Потомки Саййида Мухаммада аль-Аскари аль-Баадж, которые также живут в Хое, Хансаре, Исфахане, Сельмасе, Азербайджан, Мерве находятся в Туркменистане, Бухаре, Самарканде, Термезе который находится в Узбекистане, а также в Пакистане и Индии. Родовой титул «Садат ал-Бухари» превалировал над его потомками из Бухары и Самарканда, титул «ат-Термези» превалировал над его потомками из Термеза, титул «Садат ан-Накви» преобладал над потомками из Пакистана и Индии, ссылаясь на их деда, имама Али аль-Наки, прозванный аль-Хади, аль-Аскари. И титул ар-Ризави по отношению к своему предку имаму Али аль-Риза, аль-Мусави по отношению к своему деду, имаму Мусе аль-Кадиму. В Ираке и Хузистане они были известны под названием «аль-Баадж». По мнению историков Садат аль-Баадж жили в Ираке с древних времен, а некоторые из них также проживали в Самарре. Некоторые из них мигрировали в Иран, а другие мигрировали на территорию Средней Азии и Пакистана. Это упоминается во многих книгах по генеалогии таких ученых историков как, историк и специалист по генеалогии Аль-Наубахти, который относится к третьему веку хиджры, упомянул на потомков Саййида Мухаммада аль-Баадж и что они имеют хорошо известное наследие, и ученый аль-Куми в «Книге статей», который из третьего века хиджры, и ученый аш-Шахристани в своей книге «аль-Милал вааль-Нахль», который из четвертого века хиджры, и специалист по генеалогии ан-насаба Ибн Хотель в книге «Сердце генеалогии», умершей в 565 г. хиджры, он упомянул Садата аль-Бааджа в Мерве, в Средней Азии, и специалист по генеалогии ан-насаба Саййид ас-Самарканди, умершего в 996 году, в своей книге «Тухфат ат-Талиб» упомянул трех сыновей имама Али аль-Хади: Саййид Мухаммад, Саййид Хасан и Саййид Джафар. Специалист по генеалогии ан-насаба Саййид Дамин ибн Шадгум, умерший в 1090 году, в его книге «Тухфат аль-Азхар» и другие историки упомянули о детей и о родословной потомков Саййида Мухаммада аль-Аскари аль-Баадж:
1) Саййид Джафар (под этим известным прозвищем (лакаб) своего отца — Абу Джафар Мухаммад, Ибн Шадгум в своей книге «Тухфат аль-Азхар» упомянул его второе прозвище (лакаб) — Абу Али Мухаммад) — Ибн аль-Тактаки, умерший в 709 года хиджры, и специалист по генеалогии Саййид Махди аль-Раджаи в своей книге «Аль-Мукакубун», часть 2, стр. 53, упоминают о его потомках и пишут, что «у него есть потомство в Пакистане и они задокументировали древние рукописи родословных древ и известные святыни своих предков, которые подтверждают то, что они доказали об их благородном происхождении, и они там известные садаты по отношению к своему деду имаму Али аль-Хади аль-Наки».
2) Саййид Али также известен под прозвищами (Акбар, Асгар, аль-Муттаки, Абу Абдуллах, аль-Амир Султан Саодат (Садат)) Саййид Али Акбар — согласно многим генеалогическим источникам и заключению многих ученых историков от его потомка по имени Саййид Накиб Мухаммад Хусейн ибн Саййид Мухаммад ибн Саййид Али ибн Саййид Мухаммад аль-Аскари аль-Баадж родословное древо делится на две ветви от двух его сыновей: Первая ветвь — от Саййида Мухаммад (предок Саййида Шамс ад-Дина Мухаммада аль-Бухари, прадеда «Садата аль-Бааджа» стран Ближнего востока, Ирана и Ирака). Вторая ветвь - от Саййида Ахмад ибн Амир Хасана (прозвище ар-Рида), прозвищу — Саййид Ата который считается предком сейидов овлядя «Садат ал-Бухари» «Саййидатаи» в Бухаре, Самаркандской области, Средней Азии. Султан Саодат (Садат) Саййид Али Акбар является «султаном (лидером) саййидов», историки предполагают, что место его захоронения находится в главном мавзолее мемориального комплекса Султан Саодат (Садат). Саййид Али Акбар также упоминается под прозвищем (кунят) Абу Мухаммад, предположительно умерший в конце IX или начале X века в Термезе. В мемориальном комплексе Султан Саодат и на его территории расположено множество усыпальниц и безымянных могил более тысячи саййидов. Историки упоминают что его потомки проживали в Бухаре, Самарканде и Термезе, его известный потомок Саййид Аджаль Шамсуддин Умар аль-Бухари — выходец из Бухары, бывшей частью Хорезма. Во время монгольского завоевания Средней Азии его семья сдалась Чингисхану. Он служил в Ханбалыке (современный Пекин), отвечая за финансы Монгольской империи. После завоевания Хубилаем Далийского царства был отправлен наместником в Юньнань (с 1259 года). Ещё один его известных потомков «аль-Бухари» был Саййид Шамс ад-дин Мухаммад Амир Султан аль-Бухари. Ученый по генеалогии Дамин ибн Шадгум в своей книге «Тухфат аль-Азхар», умерший в 1090 году, упомянул, что Саййид Шамс ад-дин Мухаммад аль-Бухари был великим ученым, известным как Амир Султан аль-Бухари, являлся наставником Османского султана Баязида, и что родом он был из Бухары, и его потомков также звали саййиды «аль-Бухари». И Саййид Шамс ад-дин Мухаммад Амир Султан аль-Бухари является предком «Садат аль-Баадж» в Ираке и Хузестане, Иран. Это оговаривал великий ученый Саййид Хасан аль-Бараки, умерший в 1332 году, в своем комментарии к «Тухфат аль-Азхар» ученый Ибн Шадгум писал об этом: "Саййид Мухаммад — сын имама Али аль-Хади, мир ему, от него Сайид Шамс ад-Дин аль-Бухари и его династия раскинулась на окраинах Ирака, от его потомков  Саййид Ала ад-дин Ибрахим, и Саййид Ибрахим сменил Саййида Али, и Саййид Али сменил Саййид Юсуфа, и Саййид Юсуф сменил Саййида Хамзу, а Саййид Хамза сменил Саййида Мухаммада аль-Баадж второго (второй Мухаммед)) и он сменил Саййида Аль-Муайяда Биллаха Яхью, и он был одним из великих садатов и знатных людей Ирака в 11 веке, и Саййид Яхья сменил Саййида Мухаммада, а Саййид Мухаммад сменил Саййида Ибрагима и Саййида Иса, и Сайид Ибрагим — дед семьи «аль-Баадж» в Ираке и других странах..." Ученый по генеалогии доктор Саййид Валид аль-Баадж подтвердил происхождение потомков Саййида Мухаммад аль-Бааджа и написал книгу о его потомках в 1999 году, которая включает десятки надежных источников, которыми пренебрегли многие специалисты по генеалогии Ахль аль-Байт, а также множество фактов и старых документов, упоминающих о Саййиде Мухаммаде аль-Баадж и о его потомках и их почетных святынях.
3) Саййид Ахмад — он был аулия, принадлежит к садатам, известным среди потомков «ар-Ризави» в Хансаре, Иране, а также среди них в Пакистане, известных под именем  «Садат ан-Накви». У Саййид Ахмеда есть знаменитый мавзолей-святыня в Хансаре, и эту святыню посещают многие паломники. Среди его потомков имамзаде Саййид Махмуд ибн Саййид Мухаммад ибн Саййид Ахмад бин Саййид Мухаммад аль-Аскари аль-Баадж ибн имам Али аль-Хади аль-Наки имеет большую святыню и известный мавзолей в Хое.

This is mausoleum of Sayyid Ahmad bin Sayyid Muhammad al-Askari Saba dujail in Khansar

4) Саййид Хусейн — его потомки живут в Мерве (ныне на территории Туркменистана), об этом упоминается в книге «Аль-Мукакубун» часть-2, страница-53 ученого ан-насаба Саййид Махди аль-Раджаи, он цитировал ученого Ибн Хотеля, умершего в 565 г. хиджры, в своей генеалогической книге «Аль-Ансаб».
5) Саййид Абу Талиб Мухаммад — его потомки живут в Пакистане, их называют «Садат ан-Накви» в честь их предка имама Али аль-Хади по его прозвищам — ан-Наки, аль-Аскари, аз-Заки, аль-Фаттах, аль-Муртаза и другие. Племя Аль-Бакара ведет свою родословную от Саййида Абу Талиб Мухаммада ибн Саййид Мухаммад аль-Аскари аль-Баадж ибн имам Али аль-Хади.
6) Саййид Искандар — его потомки живут в странах Ближнего Востока, Индии и Пакистана.

## Известные представители
- Саййид Али Акбар
- Мараши Наджафи
- Махмуд Мараши Наджафи
- Бахауддин Накшбанд
- Ишан Имло
- Сеид Аджаль Шамсуддин
- Сайид Ата
- Ахмад аль-Бадави
- Джамалуддин аль-Афгани
- Ахмед Али аль-Миргани
- Аль-Куатли, Шукри
- Кози Саййид Баходирхон ибн Саййид Иброхимхужа
- Мухаммад Миргани
- Али Миргани
- Мухаммад Усман Миргани
- en:Мухаммад Усман Миргани аль-Хатиб
- Мохаммед Аль-Саих
- Абд аль-Кадир Айяш
- Айяш Аль Хадж
- Мохаммед Аль-Айяш
- Абдул Салам Аль-Аджили